# Gymnadenia widderi
Gymnadenia widderi là một loài lan.